# Lilltjärnen (Skellefteå socken, Västerbotten, 720137-172691)
Lilltjärnen är en sjö i Skellefteå kommun i Västerbotten och ingår i Skellefteälvens huvudavrinningsområde.